# Marc Aaronson
Marc Aaronson (ur. 24 sierpnia 1950 w Los Angeles, zm. 30 kwietnia 1987) – amerykański astronom, profesor astronomii na University of Arizona. Specjalizował się w badaniach nad prawem Hubble’a i gwiazdami węglowymi.
Zmarł tragicznie w nocy 30 kwietnia 1987 w wyniku wypadku w Narodowym Obserwatorium Kitt Peak.
Jego imieniem nazwano planetoidę (3277) Aaronson.